# Kózušima
Kózušima je menší (4 ×6 km, 18.87 km²) ostrov vulkanického původu, nacházející se v souostroví Izu v Pacifiku, patřící pod správu Japonska. Je přístupný lodní dopravou, jakož i letecky. Počet obyvatel je přibližně 2 100.

## Geologický vývoj
Ostrov je tvořen osmnácti lávovými dómy a s nimi přidruženými depozity pyroklastik převážněryolitového složení. Nejvyšší vrch je 574 m vysoká Tenčojama, nacházející se přibližně ve středu ostrova. Geologicky starší horniny se nacházejí severně od centrální části ostrova, mladší zase na jihu. Z 9. století pocházejí poslední údaje o vulkanické aktivitě, v 20. století však bylo zaznamenáno několik zemětřesení, pravděpodobně vulkanického původu, ale bez jiných projevů vulkanismu.

### Seznam vulkanických forem ostrova Kózušima
- Lávové dómy
  - Ananojama
  - Hanatate
  - Jogorojama
  - Kobejama (270 m)
  - Macujamaham
  - Osawa
  - Takodojama (304 m)
  - Tendžosan (574 m)